# Mexikói labdarúgás

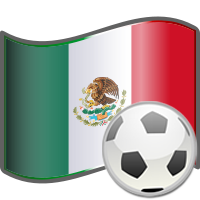

A mexikói labdarúgás az ország sportéletének legmeghatározóbb eleme. Irányító szervezete a Mexikói labdarúgó-szövetség, amely 1927-ben alakult meg, ma a CONCACAF és (1929 óta) a FIFA tagja.
Bár a labdarúgás népszerűsége Mexikóban folyamatosan változik, de mindig az első helyen áll, az emberek több mint fele kedveli.

## Története
A mexikói labdarúgás története a 19. század végén kezdődött. Az Orizaba klub már 1898-ban megalakult, igaz, ekkor még csak krikettel foglalkoztak, de 1901-ben, nagyjából a Pachucával egy időben labdarúgócsapatot is alakítottak. Az első, még amatőr szintű bajnokságot 1902-ben rendezték, ezt is az Orizaba nyerte meg. Az első mexikói klubokat többnyire angolok és belgák alapították, játékosaik is angolok és spanyolok voltak, az első tisztán mexikói játékosokból álló csapat (Club de Futbol México) csak 1910-ben alakult meg. A labdarúgás a kezdeti évtizedekben lényegében csak Mexikóvárosban, valamint Jalisco és Veracruz államokban terjedt el, az összes jelentősebb csapat erről a három helyszínről származott. Jaliscóban külön helyi bajnokságot is szerveztek, amelynek már ekkor is több osztálya létezett. 1939-ben már 95 helyi klub tartozott az itteni szövetség alá. 1927-ben jött létre a máig működő országos Mexikói labdarúgó-szövetség, amely 1929-ben a FIFA-hoz is csatlakozott. Már az 1920-as és 1930-as években kialakult a játékospiac, megjelent a kereslet és a kínálat fogalma, adták és vették, kölcsönözték a játékosokat, de professzionális bajnokság még nem volt. Az ezekben az évtizedekben alapított csapatok közül ma is létezik a már említett Pachuca, valamint az América, a Guadalajara, az Atlas, a Necaxa és az Atlante.
A professzionális bajnokság 1943-ban kezdődött, és egészen 1970-ig „hagyományos” formában működött, vagyis mindenki játszott mindenkivel, és aki a legtöbb pontot gyűjtötte, az lett a bajnok. 1970-ben vezették be a rájátszásos rendszert, 1996-ban pedig a fél éves bajnokságok rendszerét.

## A válogatott

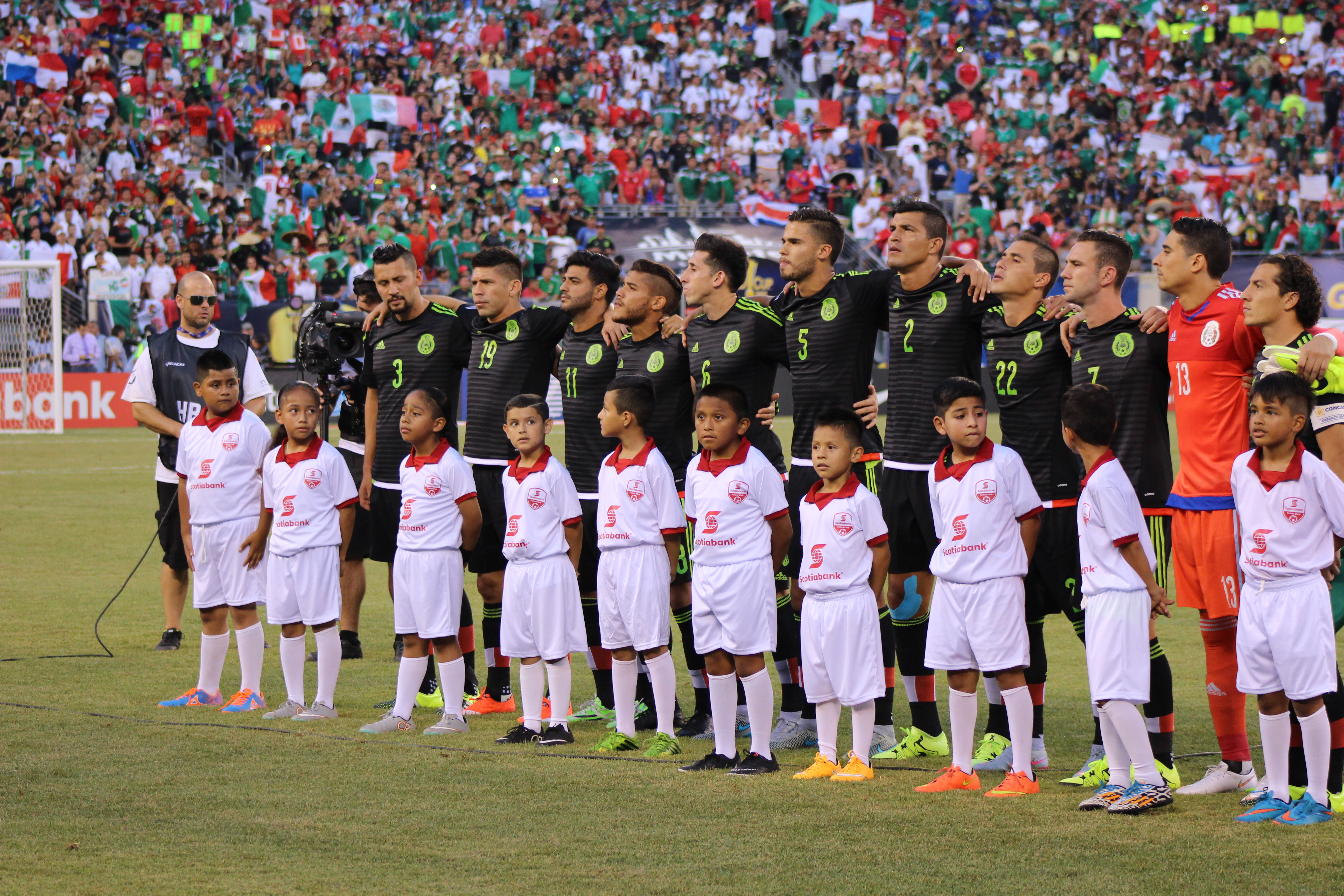
A válogatott 2015-ben

A mexikói válogatott (becenevén: (El) Tri, amely a tricolor rövidítése, gúnyosan: ratones verdes („zöld egerek”)) hagyományosan a CONCACAF zóna legerősebb együttese, bár néha legnagyobb riválisuk, az USA válogatottja jobb formába kerül, mint a mexikóiak.
A mexikói válogatott 1923-ban alakult meg, első, barátságos mérkőzését Guatemala ellen játszotta (és győzött 2–1 arányban). Első hivatalos szereplésükre az 1928-as amszterdami olimpián került sor. Azóta szinte állandó résztvevői a világbajnokságoknak, igaz, ott elődöntőbe még soha sem jutottak. A FIFA-világranglistán legjobb helyezésük a negyedik: ezt 1998-ban, 2003-ban, 2004-ben és 2006-ban is elérték. A felnőtt válogatott legnagyobb sikere, hogy 1999-ben megnyerte a (hazai rendezésű) konföderációs kupát, a korosztályos csapatok pedig három nagyobb sikert értek el: 2005-ben és 2011-ben is megnyerték az U17-es világbajnokságot, 2012-ben pedig az olimpiai labdarúgótornát.
A legtöbbszörös válogatott játékos Claudio Suárez, aki 1992 és 2006 között összesen 178-szor szerepelt a csapatban. A legtöbb gólt (49) Javier Hernández Balcázar (Chicharito) szerezte.
2002-től kezdve jellemzővé vált, hogy barátságos mérkőzéseik jelentős részét nem hazai pályán, hanem valamelyik USA-beli stadionban rendezik meg, igaz, a meccsekre kilátogató rengeteg mexikói bevándorlónak köszönhetően a hangulat gyakran szinte azonos a hazai mérkőzésekével.

## Bajnokság, kupa, klubcsapatok

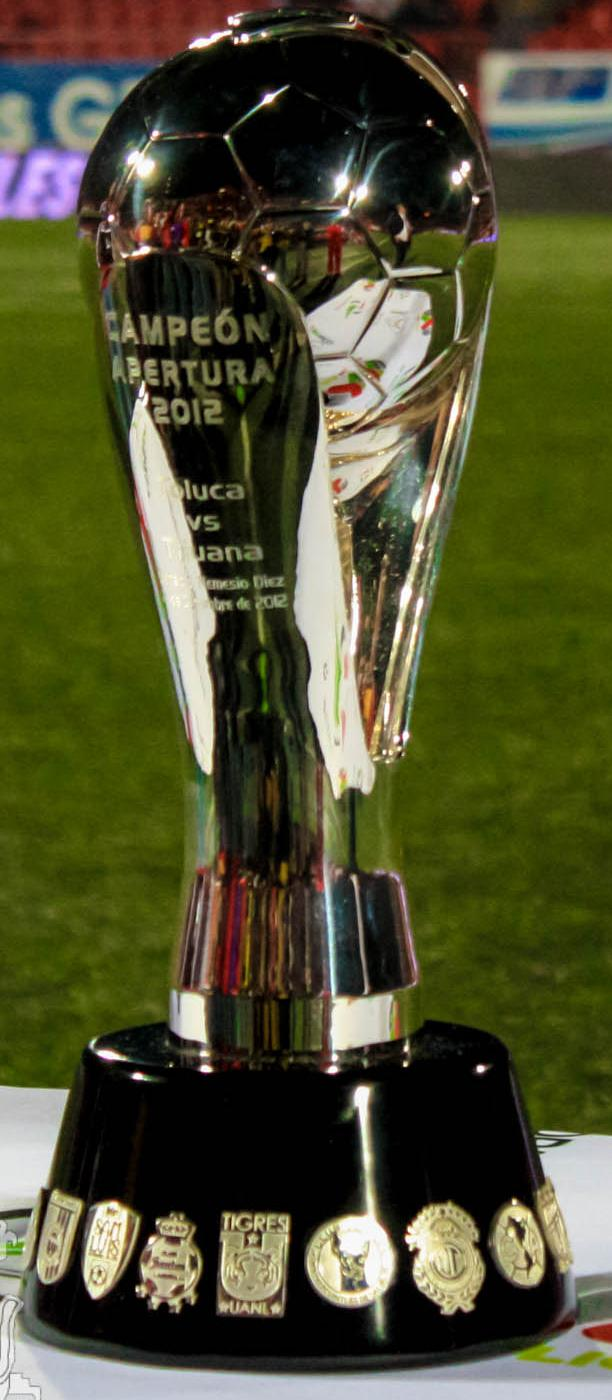
A bajnoknak járó serleg

Mexikóban a legnagyobb jelentőségű labdarúgó-rendezvény az egész évben zajló bajnokság. Egy szezon fél évig tart: az év elején a Clausura, az év végén az Apertura szezont rendezik, mindkettő győztese külön-külön is teljes értékű bajnokcsapatnak számít. A 18 részt vevő csapat 17 forduló alatt egyszer-egyszer játszik egymással, majd az így kialakult sorrend első nyolc helyezettje negyeddöntőt, elődöntőt, végül döntőt vív egymással, oda-visszavágós rendszerben, így tehát akár az alapszakasz nyolcadik helyezettje is lehet még bajnok a legvégén. A másodosztály lebonyolítása hasonló, csak a csapatok száma ott gyakrabban változik. Az alsóbb osztályok már több régióra vannak bontva, hogy ne kelljen annyit utazniuk az itt szereplő kisebb csapatoknak. A felső két osztályban a kiesést nem a tabellahelyezés dönti el, hanem az utolsó három évben szerzett pontok átlaga: amelyik klub a legrosszabb eredményt éri el ezen az úgynevezett együtthatós táblázaton, az esik ki. Az év során döntőbe jutott két-két csapat, vagy ha van köztük azonos, akkor valamelyik őket követő együttes jut ki a CONCACAF-bajnokok ligája következő évi eseményére. Mivel Közép- és Észak-Amerikában a mexikói bajnokság a legerősebb, így ezt a sorozatot általában mexikói csapatok nyerik meg.
Állandó vita tárgya, hogy melyek az úgynevezett „nagy” csapatok. Arról többé-kevésbé közmegegyezés van, hogy a „négy nagy” nem más, mint a négy legnépszerűbb klub, vagyis a Guadalajara, az América, a Pumas és a Cruz Azul, de sokan szóvá teszik, hogy ezek a csapatok sokszor csak „a múltjukból élnek”, vagyis az alapján mondják magukat nagynak, hogy régebben sok bajnoki címet nyertek. Sok másik csapat szurkolója, ha kedvenc együttesük megnyer néhány bajnokságot, rögtön a saját klubját is a nagyok közé szeretné sorolni, ám ezt a legtöbben természetesen nem hajlandók elfogadni. A klasszikus négy nagy csapat utáni népszerűségi sorrendre is nagy befolyással van az aktuális forma: amikor például a Santosnak megy jól a játék, őket mérik az ötödik legnépszerűbbnek, amikor például a Tigresnek, akkor őket.
A klasszikus rangadókat is vagy a „négy nagy” játssza egymással, vagy egy-egy nagyváros két helyi csapata. A legnagyobb rangadó az úgynevezett Clásico Nacional („nemzeti rangadó”), a Guadalajara és az América összecsapása, de jelentős még a Clásico Capitalino („fővárosi rangadó”, América–Pumas), a Clásico Joven („fiatal rangadó”, América–Cruz Azul), a Clásico Tapatío (Guadalajara–Atlas) és a Clásico Regiomontano (Monterrey–Tigres) is.
A mexikói kupa (vagy annak jogelődje) régebb óta (1907) létezik, mint a bajnokság, ám ma presztízse jóval alacsonyabb, főként azért, mert a nemzetközi kupákra kijutott csapatok nem vesznek benne részt.

## Női labdarúgás

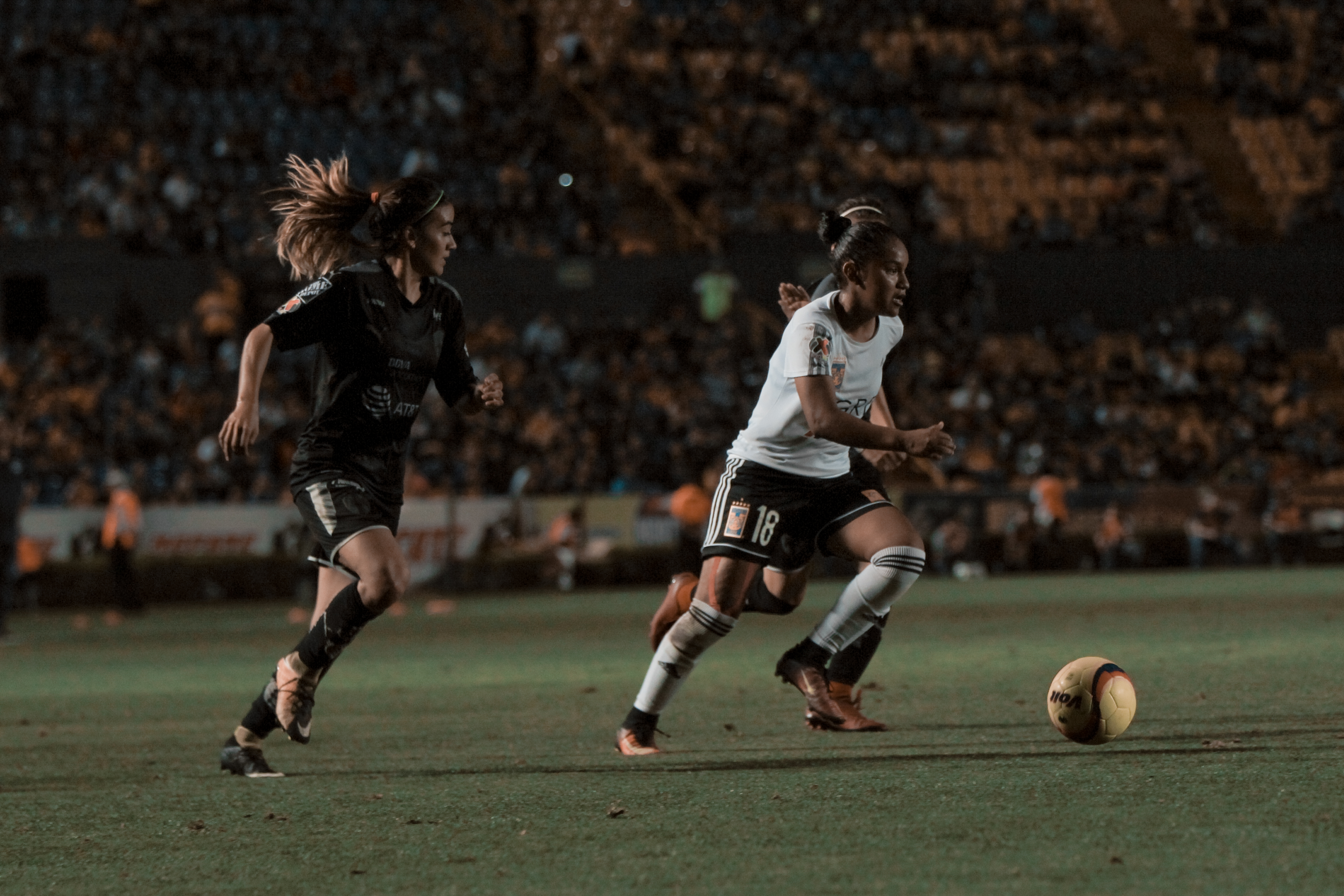

Bár a női labdarúgásnak is sok évtizedes hagyománya van Mexikóban, mégis mindig kisebb érdeklődés övezte, mint a férfi változatot. Az első női bajnokság 1969-ben kezdődött Mexikóvárosban, a következő évben pedig a női válogatott meghívást kapott az olaszországi nem hivatalos világbajnokságra is. Az ott elért harmadik hely és a barátságos hazai női mérkőzések magas nézettsége azt az ötletet adta, hogy az 1971-es nem hivatalos világbajnokságot rendezzék meg Mexikóban. Ezekben az években alakult meg az FMFF (a női labdarúgó-szövetség), amelyhez 1971-ben már több mint ezer csapat tartozott. 1986-ban Mexikó ismét részt vett egy Spanyolországban rendezett világtornán, de a sajtó erről alig számolt be, az emberek érdeklődését nem keltette fel. A női labdarúgás háttérbe szorult.
A 21. század elejére a női foci ismét egyre népszerűbbé kezdett válni. 2016 végén jelentették be, hogy jövő évben indul az első országos női bajnokság, és 2017 nyarán valóban el is kezdődött a verseny. A női mérkőzések nézettsége nagyon változó. Számos eseményre nem árusítanak jegyeket, így azok üres stadionokban zajlanak, máskor néhány száz vagy néhány ezer néző ül a lelátókon, de olyan is előfordul, hogy több tízezren látogatnak ki rájuk.

## Strandlabdarúgás
A mexikói strandlabdarúgó-válogatott története 2005-ben kezdődött, amikor elindultak a világbajnoki selejtezőkön, igaz, a világeseményre ekkor még nem sikerült kijutniuk. Két év múlva viszont már igen, sőt, ekkor egészen a döntőig meneteltek, ahol csak a brazilok tudták megállítani őket. A CONCACAF-bajnokságot a következő években többször is megnyerték.

## Stadionok

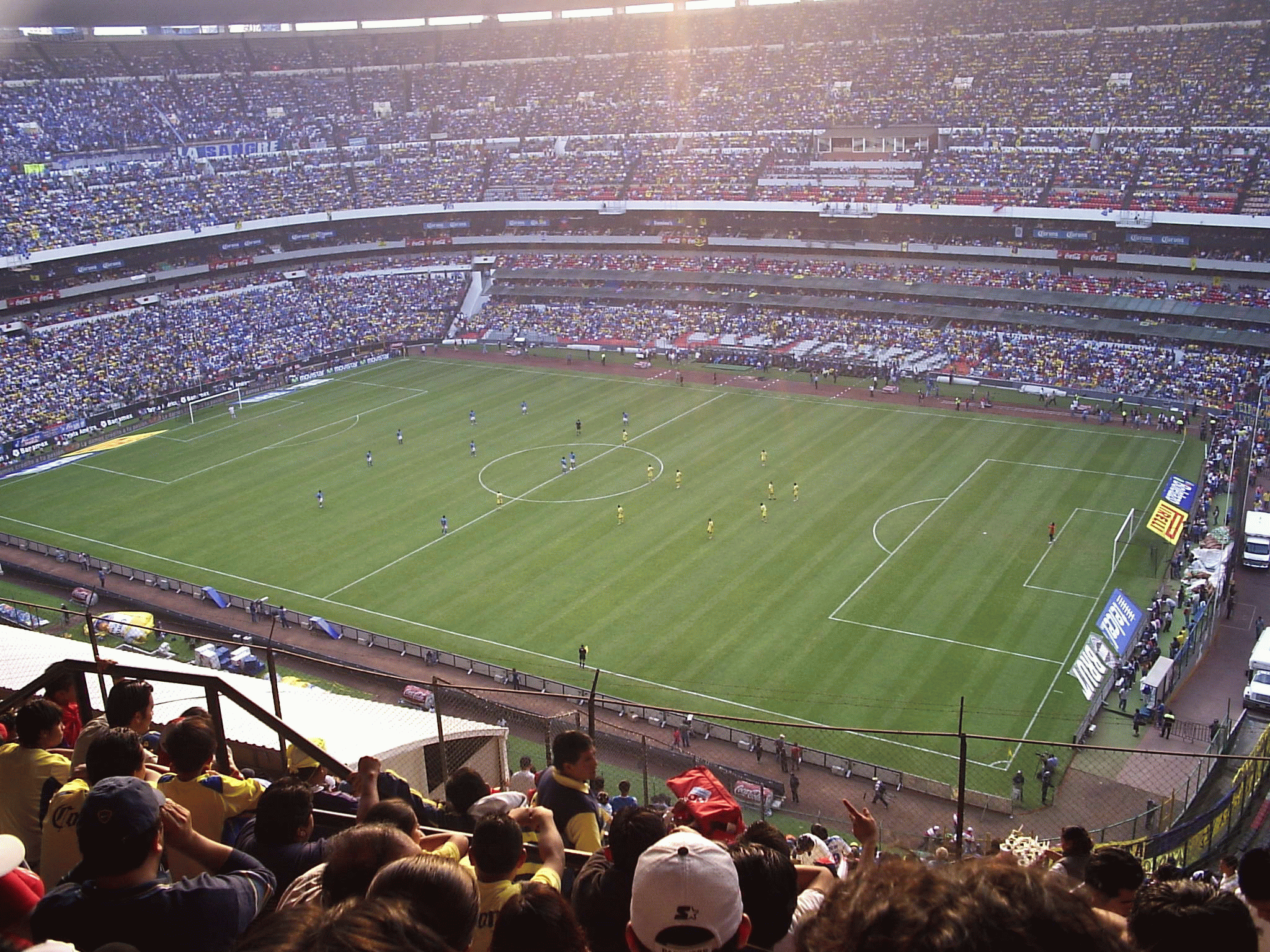
Mexikó legnagyobb stadionja, az Estadio Azteca

Mexikóban a labdarúgás infrastruktúrája fejlett és folyamatosan fejlődik. Szinte minden jelentősebb városban található legalább egy nagyobb stadion, az első osztályú csapatoknak pedig általában több tízezer férőhelyes lelátóval rendelkező, modern pályái vannak. Ezekhez a stadionokhoz gyakran tartoznak üzletek, múzeumok, és néha még vallási létesítményt (kápolnát) is magukba foglalnak. A legnagyobb stadionok a 100 000-nél is több férőhelyes Estadio Azteca, a közel 70 000-es Estadio Olímpico Universitario (mindkettő Mexikóvárosban), a több mint 60 000-es Estadio Jalisco (Guadalajara), az 50 000-esnél nagyobb Estadio BBVA Bancomer (Monterrey) és a közel 50 000-es Estadio Akron (Guadalajara).

## Játékosok
Mexikóban több mint 8 millióan fociznak, közülük több mint 300 000 professzionális labdarúgó. A játékvezetők száma meghaladja a 80 000-et.
Míg a mexikói bajnokságban sok külföldi (főként latin-amerikai) játékos szerepel, addig a legjobb mexikói labdarúgók közül sokan európai bajnokságokba igazolnak. A 2010-es évektől kezdve viszont egyre több világszerte ismert külföldi játékos is feltűnt a mexikói bajnokságban, például Ronaldinho, André-Pierre Gignac vagy Honda Keiszuke.
Az átigazolási időszakok legfontosabb eseménye az évente kétszer tartott draft, amely egy többnapos rendezvény, és ahol az első és másodosztályú klubok vezetői, esetleg edzői, valamint ügynökök vesznek részt, illetve olyan játékosok, akik éppen klub nélkül vannak. A draft során a klubok felkínálják el- vagy kölcsönadásra azokat a játékosaikat, akikről úgy gondolják, nem illenek bele a jövőbeli terveikbe, a többi csapat pedig megvásárolhatja őket. Maguknak a játékosoknak igen kevés beleszólása van abba, hogy hova kerülnek, többnyire a fejük fölött döntenek.

## Szurkolók
Mivel a labdarúgás az egész országban népszerű, és mind a válogatott, mind a bajnokság mérkőzései többnyire nagy városokban kerülnek megrendezésre, ezért a jelenlevő nézők és szurkolók száma is igen magas szokott lenni. Egy 2015-ös felmérés szerint a mexikói bajnokság a legnézettebb az Európán kívüli bajnokságok közül, a világon pedig a negyedik legmagasabb átlagnézőszámmal rendelkezik. Míg sokan valóban csak nézők, addig mások tényleg szurkolnak is. Mexikóban is léteznek különféle szurkolói csoportok (barrák), amelyek a mérkőzések során énekléssel, zenéléssel és skandálásokkal buzdítják csapatukat (illetve szidják az ellenfelet). A stadionon kívül (és néha azon belül is) ezek a csoportok nem ritkán össze is csapnak egymással, sőt, néha azonos csapat táborai között is előfordul ellenségeskedés.
Minden bizonnyal Mexikóból ered a világszerte ismert szurkolói jelenség, a mexikói hullám is, bár arról vita van, hogy pontosan hol és mikor „találták fel”. Vannak, akik szerint az 1980-as évek elején az amerikai baseball- és amerikaifutball-mérkőzéseken már előfordult, sőt, többen még korábbi évtizedekre teszik keletkezését, de például a monterreyi Tigres de la UANL labdarúgócsapatnál állítják, az ő stadionjukban, az Estadio Universitarióban született meg 1984. szeptember 18-án, az 1–1-es döntetlennel zárult Mexikó–Argentína barátságos mérkőzésen. Szintén jellegzetes Mexikóban, legalábbis néhány klubnál és a válogatottnál, hogy a mérkőzés során egy-egy alkalommal szinte a teljes nézősereg egyszerre felkiált. Ez a felkiáltás lehet értelmetlen is, például a Pumas-szurkolók Goya! Goya! Cachún-cachún ra ra! felkiáltása, vagy akár (egyesek szerint) sértő is, mind például a válogatott mérkőzések során gyakran felhangzó, a homoszexualitásra utaló Eeeeeeh, puto!.
Egyes klubok (például a Tigres) szurkolói idegenbeli mérkőzésekre időnként úgynevezett inváziót szerveznek: ez azt jelenti, hogy előre megbeszélt módon rengeteg jegyet felvásárolnak, megszervezik az utazást, és valósággal ellepik az ellenfél hazai stadionját, akár úgy is, hogy ők lesznek többségben.

## Sajátos mexikói futballnyelv
Ahogy a spanyol nyelvnek, úgy azon belül a labdarúgás nyelvezetének is vannak külön mexikói (vagy tágabban latin-amerikai) sajátosságai, jellegzetességei, csak itt használt szavai. A spanyolban a labdarúgásra a balompié vagy a fútbol szót használják, igaz, ez utóbbit inkább Európában és Dél-Amerikában, míg Mexikóban inkább a futbol az elterjedtebb, vagyis itt a hangsúly a második szótagra esik. A mezt gyakran nevezik playerának, míg a pályára a kecsua eredetű cancha szót használják. Mind a szurkolói csoportokra, mind az általuk skandált rigmusokra a porra szót is használják.
Jellegzetes szavak az egyes csapatok gúnyolására is kialakultak. A cruzazulear igét (a Cruz Azul számos elvesztett döntőjére utalva) gyakran használják olyan helyzetekben, amikor egy csapat már közel jár a győzelemhez, de végül mégis elbukik. Az egyes csapatoknak is kialakultak gúnynevei: a durva kifejezések mellett humorosak vagy kedvesebbek is léteznek (például: Santos helyett Llantos („sírások”), Pumas helyett Gatitos („kiscicák”)).